# Pindelo
Pindelo est une ancienne paroisse civile portugaise (en portugais : freguesia) de la municipalité d'Oliveira de Azeméis dans le district d'Aveiro.
La loi no 11-A/2013 du 28 janvier 2013, portant réorganisation administrative du territoire des freguesias, fusionne Pindelo avec la paroisse voisine de Nogueira do Cravo pour former l’União das freguesias de Nogueira do Cravo e Pindelo (dont le siège est à Nogueira do Cravo).